# Harry Secombe
Sir Harry Donald Secombe, CBE (Swansea, 8 settembre 1921 – Guildford, 11 aprile 2001), è stato un attore e cantante britannico.

## Biografia

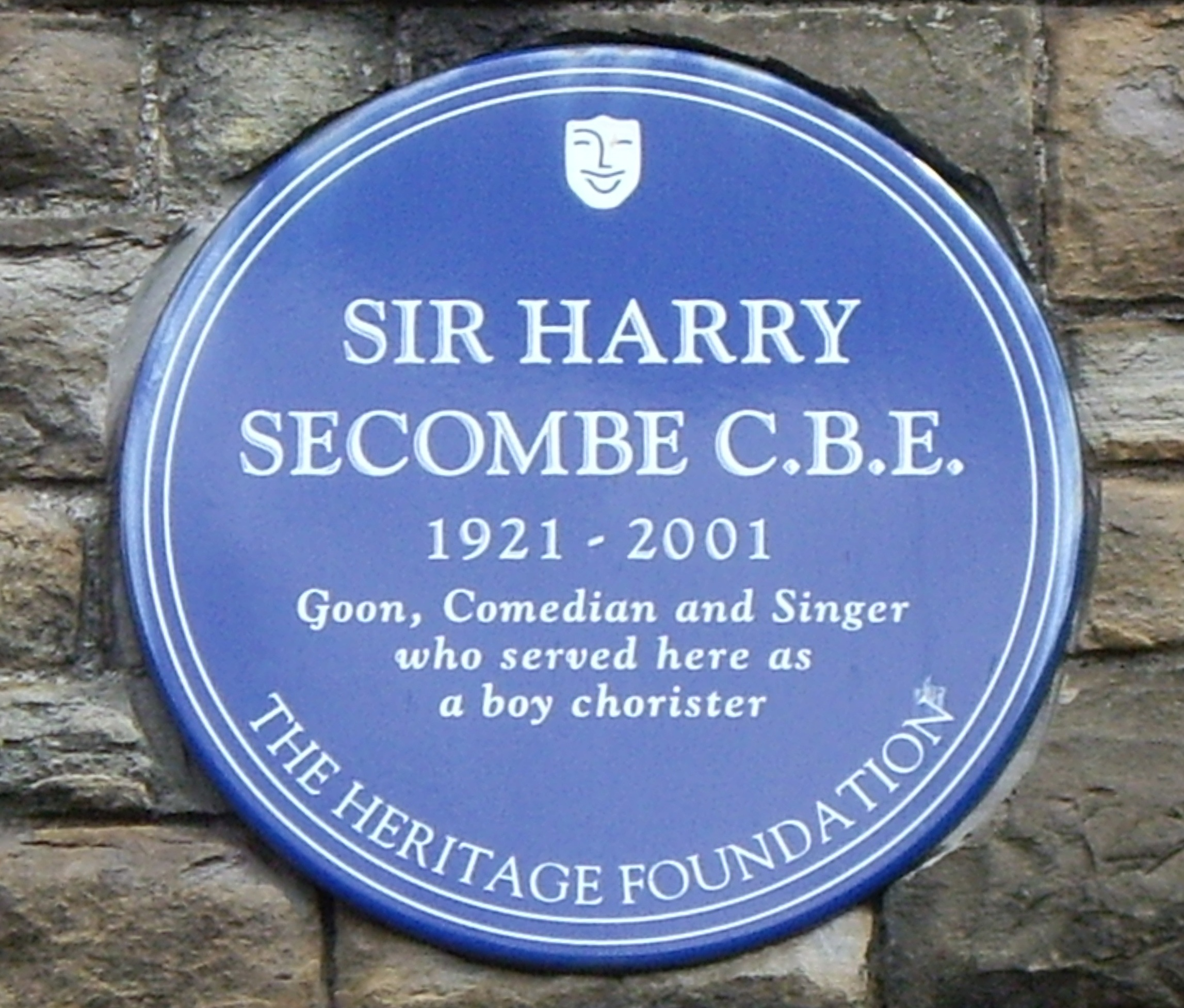
Targa a Swansea

Membro del gruppo comico dei Goons insieme a Spike Milligan, Peter Sellers, e Michael Bentine, interpretava il personaggio di Neddie Seagoon, nel programma radiofonico della BBC The Goon Show (1951–60). Apparve inoltre in vari musical e film, per poi diventare negli ultimi anni un presentatore di show televisivi religiosi sulla tv britannica.

## Discografia parziale

### Singoli
- On with the Motley (1955) UK N. 16
- Bless This House (1960) UK
- If I Ruled the World (1963) UK N. 18
- This Is My Song (1967) UK N. 2[2]

### Album
- Sacred Songs (1962) UK N. 16
- Secombe's Personal Choice (1967) UK N. 6
- If I Ruled the World (1971) UK N. 17
- Bless This House: 20 Songs Of Joy (1978) UK N. 8[3]
- Captain Beaky and His Band[4]

### Libri

#### Romanzi
- Twice Brightly (1974) Robson Books ISBN 0903895234
- Welsh Fargo (1981) Robson Books ISBN 0903895870

#### Libri per bambini
- Katy and the Nurgla (1980) ISBN 0140311890

#### Autobiografici
- Goon for Lunch (1975) M. J. Hobbs ISBN 0718112830
- Goon Abroad (1982) Robson Books ISBN 0860511936
- Arias and Raspberries (1989) Robson Books ISBN 0860516245
- Strawberries and Cheam (1998) Robson Books ISBN 1861050488
- ., An Entertaining Life, Foreword by HRH Charles, Prince of Wales, London, Robson Books, 2001, ISBN 1-86105-471-8.

### Filmografia parziale
- Penny Points to Paradise, regia di Tony Young (1951)
- Down Among the Z Men, regia di Maclean Rogers (1952)
- Forces' Sweetheart, regia di Maclean Rogers (1953)
- Oliver!, regia di Carol Reed (1968)
- Mutazioni (The Bed-Sitting Room), regia di Richard Lester (1969)
- Pickwick, regia di Terry Hughes (1969)
- Doctor in Trouble, regia di Ralph Thomas (1970)
- Song of Norway, regia di Andrew L. Stone (1970)
- Sunstruck, regia di James Gilbert (1972)